# Sem Verbeek
Sem Verbeek (n. 12 aprilie 1994, Amsterdam, Țările de Jos) este un jucător de tenis neerlandez specializat la dublu. Cea mai bună clasare a sa la dublu este locul 29 mondial, în mai 2025.